# Exégesis
La exégesis (del griego ἐξήγησις [ekˈseːgesis], de ἐξηγέομαι [ekseːˈgeomai], ‘explicar’; lit. ‘extraer, interpretar objetivamente’) es la interpretación crítica y completa de un texto, netamente científico o investigativo, aunque en algunos casos también puede ser filosófico o religioso, como, por ejemplo, el Antiguo y el Nuevo Testamento de la Biblia. Un exégeta es un individuo que practica esta disciplina, y la forma adjetiva es exegético.
La palabra exégesis significa "extraer el significado de un texto dado". La exégesis suele ser contrastada con la eiségesis, que significa "insertar las interpretaciones personales en un texto dado". En general, la exégesis presupone un intento de ver el texto objetivamente, mientras que la eiségesis implica una visión más subjetiva.
La exégesis tradicional requiere lo siguiente:
- análisis numéricos de variables, cuantificación y modelamientos.
- análisis de palabras significativas en el texto, en el marco de la traducción;
- examen del contexto general histórico y cultural;
- confirmación de los límites de un pasaje; y finalmente,
- examen del contexto dentro del texto.

## Exégesis en otras religiones y en otros textos
A pesar de que la utilización más extendida del término "exégesis" es para la interpretación de los textos sagrados judeocristianos, existe también el análisis de textos de otras religiones, como los del islam (véase tafsir), e incluso de libros no religiosos.

## En el derecho
En el campo jurídico la exégesis es uno de los métodos de hermenéutica jurídica que tuvieron su auge con el Código napoleónico.
Básicamente la exégesis pretende limitar la acción del juez, pues luego de la revolución francesa se considera que todos los hombres son iguales. El juez en la monarquía era un instrumento importante de poder; por lo tanto estaba en la capacidad de interpretar las normas a su gusto. Desde la revolución francesa, y a través de la Declaración de los Derechos del Hombre y del Ciudadano, se considera que la ley es la emanación de la voluntad general (concepto de Rousseau). 
Dada la igualdad de los individuos, el juez no debía interpretar la ley pues esto sería darle más importancia a la voluntad particular del juez sobre la voluntad general.
Finalmente, la exégesis consiste en hacer una paráfrasis directa del texto; es tomar casi textualmente lo que dice la ley sin capacidad de salirse de esta.
La exégesis y el conceptualismo hicieron parte del formalismo jurídico de principios del siglo XIX.
Este método llegó a Latinoamérica a través del Código civil chileno realizado por el venezolano-chileno Andrés Bello (inspirado en el Código napoleónico, en los tratados de los juristas Domat y Pothier, y en la tradición romana clásica), que luego fue fuente de inspiración para otros países, entre ellos Colombia, Nicaragua y Venezuela.